# ساندي فوكس
ساندي فوكس (بالإنجليزية: Sandy Fox)‏ هي ممثلة أمريكية، ولدت في 13 يوليو 1962 في بيتسبرغ في الولايات المتحدة.

## أعمال

### أفلام
- ابن البيغ فوت[4]
- رالف المدمر[5][6][7][8][9]

### مسلسلات
- حكايات جنجر

## وصلات خارجية
- الموقع الرسمي
- ساندي فوكس على موقع IMDb (الإنجليزية)
- ساندي فوكس على موقع ميوزك برينز (الإنجليزية)
- ساندي فوكس على موقع قاعدة بيانات الفيلم (الإنجليزية)
- ساندي فوكس على موقع ANN person (الإنجليزية)